# Römnitz
Römnitz er en kommune i det nordlige Tyskland, beliggende i Amt Lauenburgische Seen under Kreis Herzogtum Lauenburg. Kreis Herzogtum Lauenburg ligger i delstaten Slesvig-Holsten.

## Geografi
Kommunen ligger ved østbredden af Ratzeburger See i Naturpark Lauenburgische Seen hvor en væsentlig del af det 231 hektar store naturschutzgebiet Ostufer des Großen Ratzeburger Sees ligger i kommunen. Ud over Römnitz ligger bebyggelserne Hohenleuchte og Kalkhütte i kommunens område.